# باول ماكلين
باول ماكلين (بالإنجليزية: Paul McLean)‏ هو لاعب كرة قدم بريطاني في مركز الوسط، ولد في 25 يوليو 1964. لعب مع نادي سترنرير ‏.